# San Gregorio de Nigua
San Gregorio de Nigua är en kommun i Dominikanska republiken.   Den ligger i provinsen San Cristóbal, i den sydöstra delen av landet, 16 km sydväst om huvudstaden Santo Domingo. Antalet invånare i kommunen är cirka 41 000.
Terrängen runt San Gregorio de Nigua är huvudsakligen platt, men västerut är den kuperad. Havet är nära San Gregorio de Nigua åt sydost. Närmaste större samhälle är Santo Domingo, 16,4 km nordost om San Gregorio de Nigua. Omgivningarna runt San Gregorio de Nigua är en mosaik av jordbruksmark och naturlig växtlighet.